# 德己立街
德己立街（英語：D'Aguilar Street），早年稱為德忌笠街，在香港中環皇后大道中30號娛樂行西邊，起接自戲院里，十字通過威靈頓街，入蘭桂坊，之後向東成曲尺形，出雲咸街，到中環下亞厘畢道2號的藝穗會止。
一些人誤會德己立街就是蘭桂坊，因為它就是後者的主街。每當工餘、黃昏、周末、假日前夕最熱鬧，越夜越美麗。

## 街名來源
德己立街的名稱，源自香港殖民地時代初期的總司令及副總督德忌笠（或譯德己立）。

## 相關歷史
- 1902年7月，富商李紀堂、興中會會員謝纘泰與太平天國僅存的瑛王洪全福，於德己立街20號設立革命基地，預備翌年一月底（同日為農曆年三十）炸毀廣州萬壽宮，進行起義，同時進攻廣州府內各衙門官署，以建立大明順天國民主政權，推舉首位留美華人容閎為臨時大總統，因起事前三日被香港警察偵破而事敗告終。
- 德己立街及附近的蘭桂坊於1993年元旦凌晨發生香港罕見而嚴重的人踩人慘劇，釀成21死63傷。

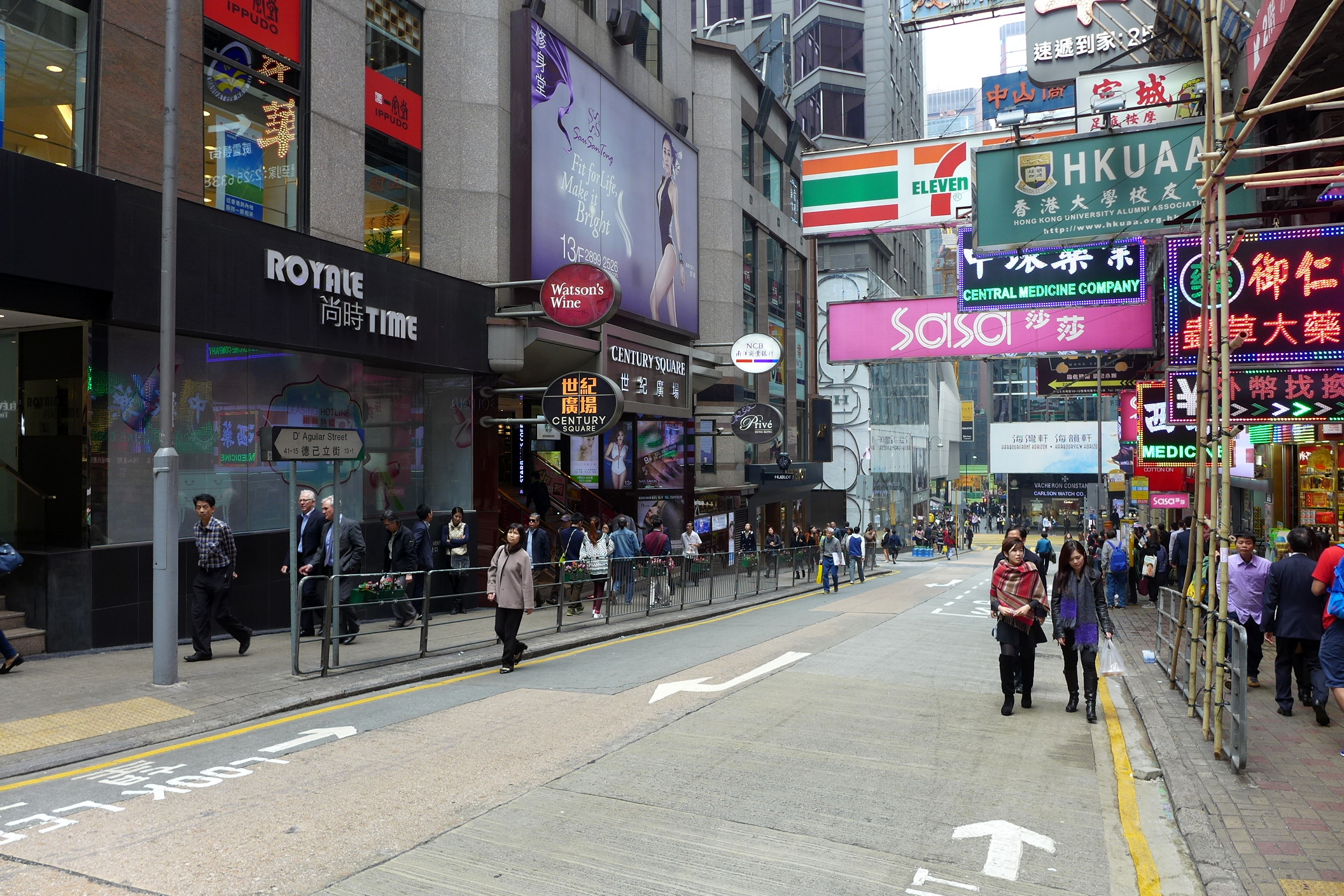
德己立街商店（2015年）
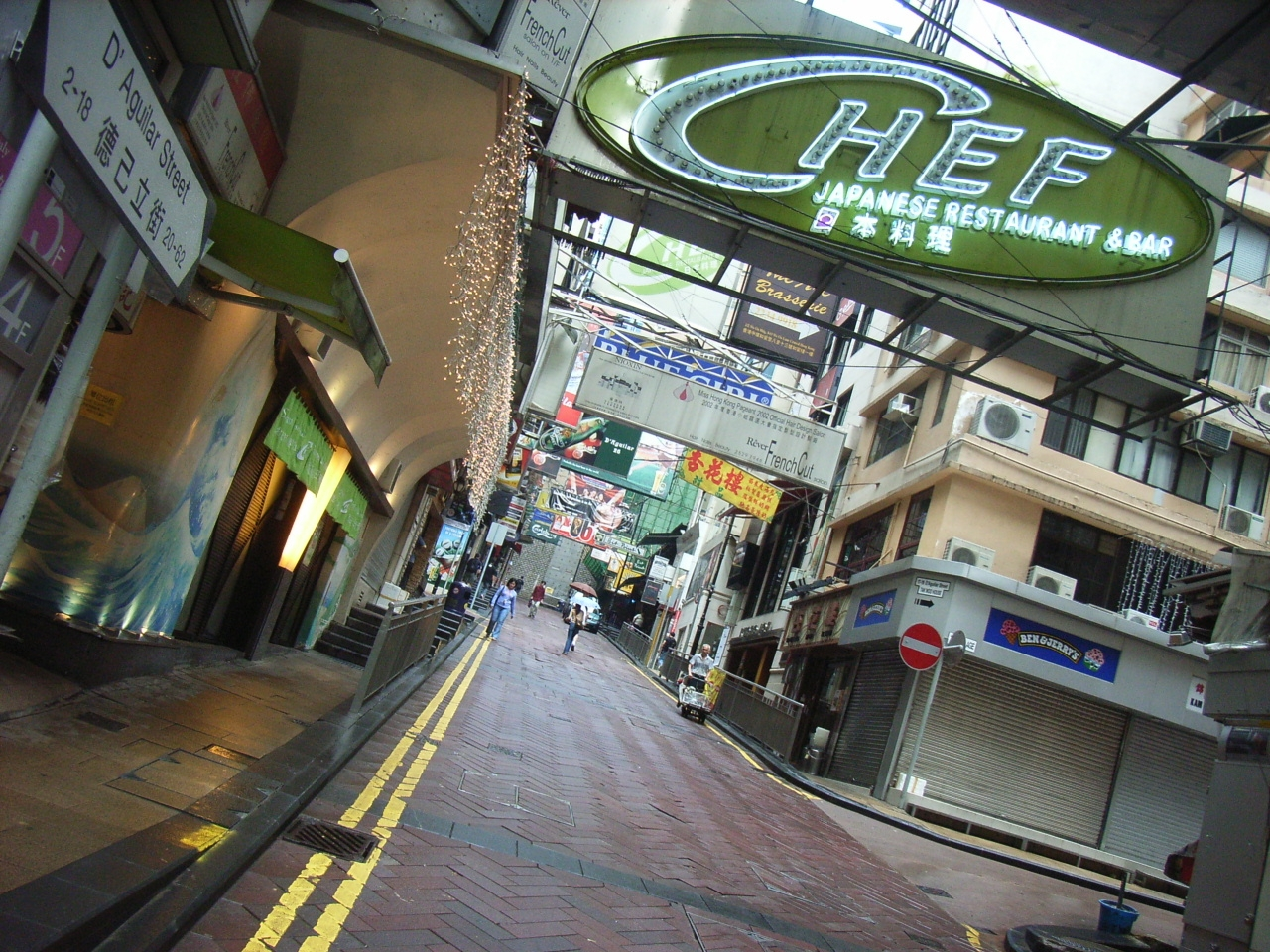
從前此處有不少的店子由一位商人盛智文設計發展成今日有名的西餐廳酒吧區（2006年）
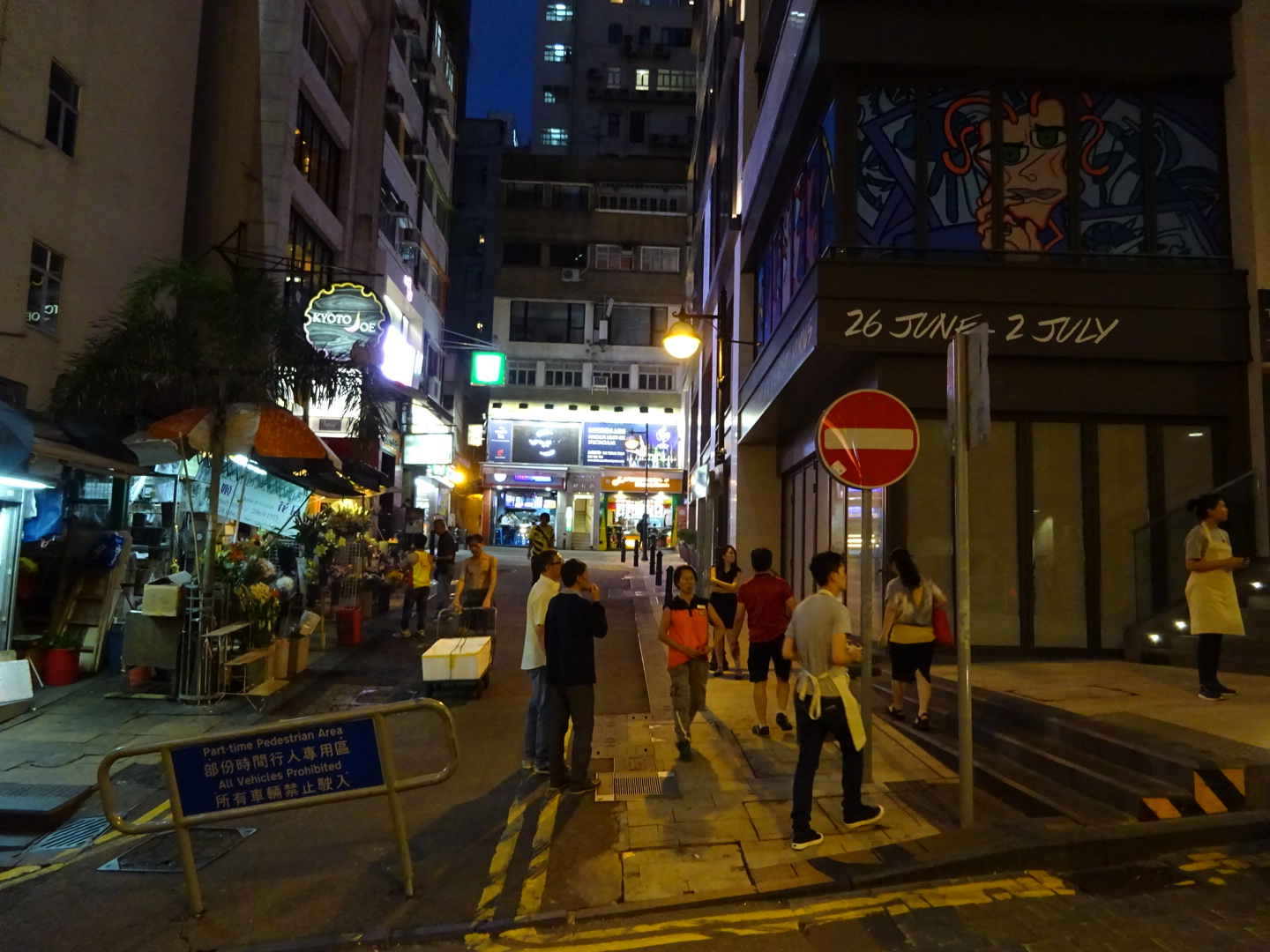
德己立街近蘭桂坊（2015年）
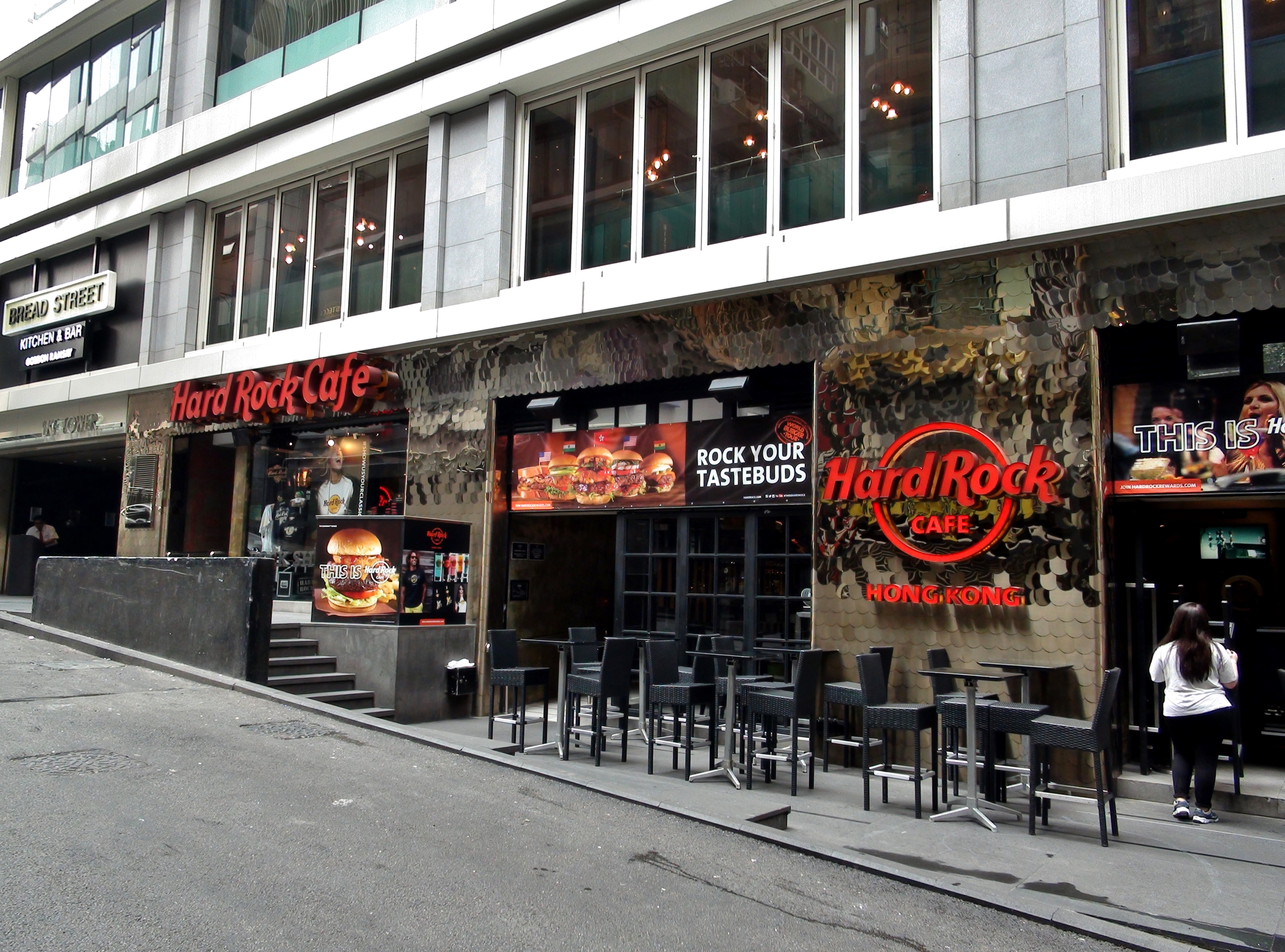
蘭桂坊Hard Rock Cafe

## 參看
22°16′52″N 114°09′20″E / 22.2811484°N 114.1555821°E